# Mysterium (настільна гра)
Mysterium — кооперативна настільна гра, розроблена Олександром Невським та Олегом Сидоренком. Вона поєднує елементи ігор з таємницею вбивства та карткових ігор у відгадування. Один із гравців грає роль привида вбитого, який може спілкуватися з іншими гравцями лише за допомогою серії видінь у формі ілюстрованих карт. Інші гравці, виконуючи роль медіумів, повинні інтерпретувати ці карти, щоб визначити підозрюваного, місце та зброю вбивства. Після виходу Mysterium отримав схвальні відгуки. З того часу було випущено два доповнення — Mysterium: Hidden Signs та Mysterium: Secrets and Lies, які додають новий тип карт для розгадування історії.

## Ігровий процес
Тридцять років тому слугу було вбито в маєтку його господаря під час вечірки. Група медіумів організовує спіритичний сеанс, щоб розгадати цю загадку. Основна мета привида — вказати, хто його вбив, де і якою зброєю. Серія ілюстрованих карт викладається для кожної з трьох стадій: підозрювані, місця та зброя вбивства. Один з гравців виконує роль привида. Цей гравець не може безпосередньо спілкуватися з іншими гравцями, які грають роль медіумів, але медіуми можуть співпрацювати між собою. Привид таємно обирає підозрюваного, місце та зброю для кожного медіума. Кожен раунд привид роздає одному або кільком медіумам одну або більше ілюстрованих карт — це єдиний спосіб спілкування з гравцями. Медіуми просуваються по стадіях, правильно вгадуючи свого підозрюваного, місце та зброю. Гравці можуть використовувати жетони, щоб позначити, чи вважають вони здогад правильним чи ні. Якщо всі гравці пройшли третю стадію до кінця сьомого раунду, привид дає останню підказку щодо того, який з медіумів знає справжню особу вбивці привида. Залежно від того, як швидко гравці просувалися через стадії та скільки правильних жетонів було розміщено, вони можуть побачити одну, дві або три карти від привида. Під час цього фінального етапу гравці не можуть спілкуватися між собою, а їхній фінальний голос має бути таємним. Якщо більшість гравців вгадає правильно, то вони перемагають, а привид звільняється і може спокійно відправитися в потойбіччя.

## Видання
Mysterium спочатку було видано під назвою Містеріум в Україні. Французький видавець Libellud, придбавши права на англійську та французьку версії, вніс кілька змін у правила та художнє оформлення.

### Адаптація у відеогру
Містеріум був адаптований у відеогру. Розробником та видавцем виступила компанія Asmodee Digital, і реліз відбувся у 2017 році для платформ Windows, iOS та Android.
Ця адаптація отримала оцінку 8/10 у журналі Canard PC.

## Оцінка
Polygon назвав її однією з найкращих ігор на Gen Con 2015. Нейт Андерсон із Ars Technica назвав її «дійсно новаторським» поєднанням Dixit та Клуедо. Джошуа Косман із San Francisco Chronicle оцінив її на 5/5 зірок і також порівняв із Dixit та Клуедо. Метью Болдвін із The Morning News порівняв її з Codenames, назвавши її більш візуальною та складнішою. Гра також виграла премію BoardGameGeek у 2015 році за Найкраще художнє оформлення та презентацію.

### Нагороди
Гра здобула багато нагород, насамперед у Франції, а також отримала кілька міжнародних відзнак. 
- As d’Or 2016
- Golden Geek 2015 за Найкраще художнє оформлення та презентацію, номінована як Найкраща сімейна гра та Найкраща гра для вечірок
- Graf Ludo 2016
- Lys Grand Public 2016
- La Tasse D'or, Jeux Familiaux
- The Dice Tower, Seal of Excellence
- Tric Trac D'Argent 2015